# فرد روجرز فيرتشايلد
فرد روجرز فيرتشايلد (بالإنجليزية: Fred Rogers Fairchild)‏ هو اقتصادي أمريكي، ولد في 5 أغسطس 1877 في كريت في الولايات المتحدة، وتوفي في 13 أبريل 1966 في بريدجبورت في الولايات المتحدة.